# Isac Calmroth
Isac Love Pavel Calmrot, född 20 maj 1998 i Maria Magdalena församling i Stockholm, är en svensk skådespelare. Han är bror till skådespelaren Linton Calmroth.

## Biografi
Calmroth har studerat vid Stockholms konstnärliga högskola där han tog examen inom Idé – koncept, manus och projektledning år 2023. Han  har bland annat medverkat i TV-serierna Håll andan! från 2021 och Allt som blir kvar från 2022. Han har även medverkat i nyinspelningen av Ondskan från 2023 där han spelar huvudrollen som Erik Ponti. Han medverkar också i thrillerdramat Veronika från 2024 där han spelar rollen som Alexander Östberg.

## Filmografi (i urval)
- 2021 – Helt perfekt (TV-serie)
- 2021 – Håll andan! (TV-serie)
- 2022 – Allt som blir kvar (TV-serie)
- 2023 – Ondskan (TV-serie)
- 2024 – Veronika (TV-serie)
- 2025 – The Ugly Stepsister